# EEPROM
EEPROM (eng. Electrically Erasable Programmable Read-Only Memory, električno izbrisiva programibilna ispisna memorija) vrsta je ispisne memorije koja se može brisati i ponovno programirati električnom strujom. To je i vrsta memorije za trajno pohranjivanje podataka pri čemu se jednom upisani podatci mogu izbrisati, ali samo električno, pri čemu se neki memorijski čipovi prije brisanja uklanjaju iz računala, a neki, poput flash memorije, ne. Podatci se iz ispisnih memorija mogu brisati i ponovo upisivati neki određeni broj puta najčesće je to do 100 000 puta i to samo kad uređaj koji koristi tu memoriju ne radi, odnosno kad se ta memorija ne koristi, za razliku od upisno-ispisnih memorija kod kojih podatke možemo mijenjati tijekom rada uređaja.

## Povijest
Amerikanac grčkog podrijetla George Perlegos u Intelu je 1983. proizveo Intel 2816, koji je bio baziran na ranijoj EEPROM tehnologiji. Perlegos je kasnije, s nekolicinom drugih zaposlenika, napustio Intel te osnovao Seeq Technology.